# 真壁房幹
真壁 房幹（まかべ ふさもと、永禄12年5月4日（1569年5月19日） - 慶長17年7月5日（1612年8月1日））は、安土桃山時代から江戸時代初期にかけての武将。佐竹氏の家臣で久保田藩重臣。真壁義幹の子。

## 生涯
永禄12年（1569年）、真壁義幹の子として誕生。
嗣子がいない伯父・真壁氏幹の養子となり、文禄の役で養父に代わって出陣した。1596年頃に家督を継ぐ。後に柿岡城に移されるが関ヶ原の戦い後、佐竹氏の秋田移封に従って角館城の城将となって1,500石を与えられた。
慶長17年（1612年）に病死。実子がいなかったため、実弟の真壁重幹が養嗣子となって家督を継いだ。
なお、茨城県桜川市の楽法寺（雨引観音）には房幹が寄贈したとされる黒門が残っている。